# Bubblen Golf
Bubblen Golf (バブルンゴルフ Baburun Gorufu?) es un videojuego de golf de 2004 para teléfonos móviles publicado por Taito. El juego contiene personajes de Bubble Bobble.